# Carole Costa
Carole da Silva Costa (Braga, 3 maggio 1990) è una calciatrice portoghese, difensore del Benfica e della nazionale portoghese.

## Biografia
Ha studiato scienze motorie e sportive in Portogallo, abbandonando gli studi quando si è trasferita in Germania.

## Carriera

### Club

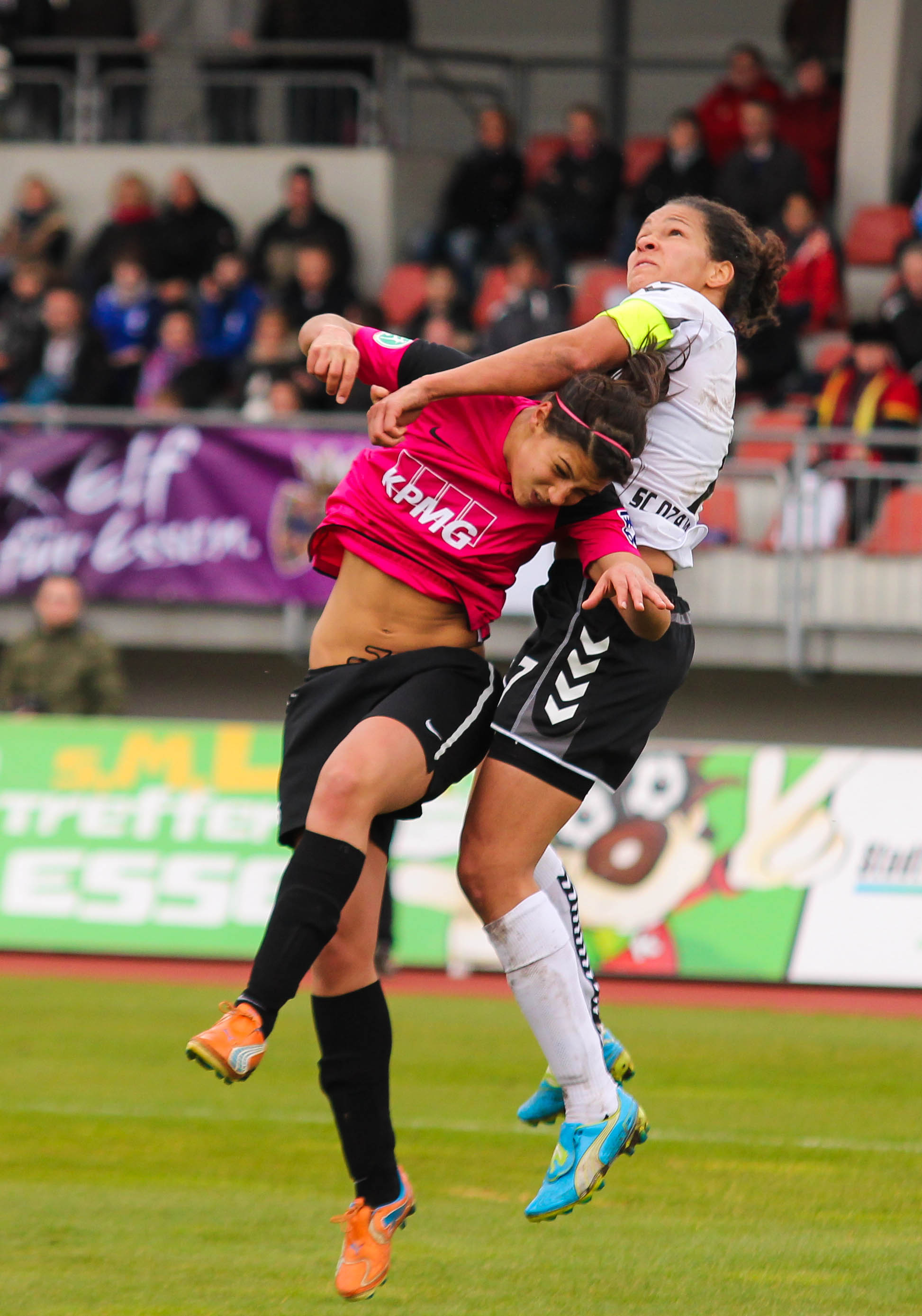
Carole nel 2012 con la maglia rosa dell' insieme a Célia Šašić del.

Inizia a giocare a calcio a Braga, sua città natale, passando nel 2007 al Casa do Povo de Martim. Nel 2009 va a giocare al Leixões, con cui partecipa al Campeonato Nacional de Futebol Feminino, massima serie portoghese. A 20 anni, nel 2010, si trasferisce in Germania, all'SGS Essen, squadra partecipante alla Frauen-Bundesliga, dove trova la connazionale Ana Leite. Debutta il 19 settembre, nel successo interno per 3-2 in campionato sul Wolfsburg, giocando tutta la gara. Va in rete per la prima volta due anni dopo, il 7 ottobre 2012, in Coppa di Germania, realizzando il momentaneo 3-3 al 65' nella sconfitta per 5-3 sul campo del Turbine Potsdam. Oltre a questo, segnerà un solo altro gol nelle tre stagioni in biancoviola, l'11 novembre 2012, quando realizza il definitivo 2-1 all'87' nella gara in casa contro il Gütersloh in Bundesliga. Chiude con 49 presenze e 2 reti, arrivando nona, quinta e sesta.
Nel 2013 passa al 2001 Duisburg, sempre in Bundesliga. Esordisce l'8 settembre, giocando titolare nella sconfitta per 3-0 in trasferta contro il Bayer Leverkusen in campionato. A causa dei problemi finanziari la squadra fallisce, ma le giocatrici continuano a giocare, con la squadra che diventa MSV Duisburg, sezione femminile dell'omonima squadra maschile. La stagione successiva segna l'unica rete nei suoi due campionati a Duisburg: quella che riapre la gara sull'1-2 al 44' nel pareggio casalingo per 3-3 del 19 ottobre 2014 con il Turbine Potsdam in Bundesliga. Termina con 45 gare giocate e 1 gol, arrivando decima nella prima stagione, riuscendo ad evitare la retrocessione per 5 punti, e undicesima nella seconda, stavolta retrocedendo.
La stagione successiva scende in 2. Bundesliga, non con il MSV Duisburg, ma trasferendosi al Cloppenburg. Debutta il 30 agosto 2015 nel successo interno per 2-0 sul Wolfsburg II in campionato, gara in cui gioca tutti i 90 minuti. L'11 ottobre segna per la prima volta, portando momentaneamente in vantaggio la sua squadra all' 11' nella sconfitta casalinga per 2-1 con il Gütersloh in 2. Bundesliga. Chiude con 46 presenze e 11 gol, arrivando prima seconda e poi terza nel girone Nord.
Nel 2017, ritorna in patria dopo 7 anni, allo Sporting Lisbona, campione di Portogallo in carica, con cui vince il suo primo trofeo, la Supercoppa portoghese. Con le biancoverdi esordisce anche in Champions League, uscendo nel girone di qualificazione giocato in Ungheria, per mano delle kazake del BIIK Kazygurt, con cui perde per 2-1 il 22 agosto, nella sua prima gara nella competizione, giocata da titolare.

### Nazionale
A 16 anni, nel 2006, inizia a giocare nelle nazionali giovanili portoghesi, con l'Under-19, dove, in tre anni, ottiene 18 presenze nelle qualificazioni agli Europei di Islanda 2007, Francia 2008 e Bielorussia 2009.
Fa il suo debutto in nazionale maggiore il 16 febbraio 2008, ad ancora 17 anni, giocando titolare nella sconfitta per 1-0 con la Slovacchia in casa a Rio Maior nelle qualificazioni all'Europeo 2009 in Finlandia.
Segna la prima rete col Portogallo il 31 marzo 2010, quando realizza il 5-0 al 44' nel successo per 7-0 sull'Armenia in casa a Tōcha nelle qualificazioni al Mondiale 2011 in Germania.
Nel 2017, il CT portoghese Francisco Neto la convoca per gli Europei in Olanda, prima partecipazione di sempre del Portogallo, dove le lusitane escono al girone, perdendo prima e ultima gara, rispettivamente contro Spagna per 2-0 e Inghilterra per 2-1, vincendo solo la seconda partita contro la Scozia per 2-1, terminando con 3 punti, come spagnole e scozzesi, ma venendo eliminate per la peggior posizione nella classifica avulsa. Carole gioca tutte e tre le partite.

## Palmarès

### Club
- Campionato portoghese: 6

Sporting Lisbona: 2017-2018
Benfica: 2020-2021, 2021-2022, 2022-2023, 2023-2024, 2024-2025
- Coppa del Portogallo femminile: 2

Sporting Lisbona: 2017-2018
Benfica: 2020-2021
- Supercoppa portoghese femminile: 1

Sporting Lisbona: 2017
- Coppa di Lega portoghese: 4

Benfica: 2019-2020, 2020-2021, 2022-2023, 2023-2024